# 紀元前763年
紀元前763年（きげんぜん763ねん）は、西暦による年。

## 他の紀年法
- 干支 : 戊寅
- 中国
  - 周 - 平王8年
  - 魯 - 恵公6年
  - 斉 - 荘公贖32年
  - 晋 - 文侯18年
  - 秦 - 文公3年
  - 楚 - 霄敖元年
  - 宋 - 武公3年
  - 衛 - 武公50年
  - 陳 - 平公15年
  - 蔡 - 釐侯47年
  - 曹 - 恵伯33年
  - 鄭 - 武公8年
  - 燕 - 鄭侯2年
- 朝鮮
  - 檀紀1571年
- ユダヤ暦 : 2998年 - 2999年

## できごと
- 計算によれば、ユーラシアからアフリカにかけて日食（ブル・サガレの日食）が発生。アッシリア王アッシュール・ダン3世の治世第9年に日食があったという記録と一致するため、アッシリアの編年の基点となっている。